# Lord Siva
|  | For den hinduistiske gud, se Shiva. |
Brian Sivabalan (født 24. november 1989 i Aalborg), kendt under kunsternavnet Lord Siva, er en dansk sanger med tamilske rødder fra Sri Lanka. Hans debut var med EP'en 100 i februar 2014. Samme år optrådte han som gæst i nummeret Fortæl dem på Ukendt Kunstners album Forbandede Ungdom.
I 2020 indspillede han en coverversion af dansktopgruppen Humørekspressens sang "Solhverv", som blev et stort hit og kåret til "Årets hit" ved Zulu Awards året efter. Årets mest indtjenende musiknummer blev "Paris" med Vera (William Frederik Asingh).
I 2020 blev han ambassadør for fodboldklubben AaB, en titel han deler med syv andre kulturpersonligheder. 

## Anmeldelser
I Gaffa fik 100 4 stjerner af anmelderen Maria Therese Seefeldt Stæhr.. 180 fik også 4 stjerner af samme anmelder i Gaffa.
Soundvenue gav 180 fem stjerner ud af seks mulige.

## Diskografi

### Albums
- Lys (2020)
- 8 dage i april (2023)

### EP'er
- 100 (2014)
- 180 (2014)
- 3 (2017)

### Singler
- "Affiché" (feat. Karl William (2015)
- "Byen Der Larmer" (2015)
- "Tilbage" (2015)
- "Vi Ses" (2016)
- "Blind" (2016)
- "3. Dag" (2017)
- "Paris" (2019)
- "Oh My God" (2019)
- "Solhverv" feat. Humørekspressen (2020)
- "Nobody's Lover" (2020) med Clara
- "Stjernerne" (2020)
- "SOS" 2022